# Speyeria behrensii
Speyeria behrensii är en fjärilsart som beskrevs av Edwards 1869. Speyeria behrensii ingår i släktet Speyeria och familjen praktfjärilar. Inga underarter finns listade i Catalogue of Life.